# Aleixo Aspieta

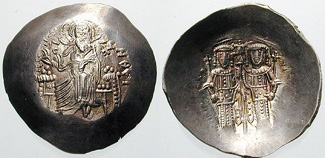
Áspro traqueia de r.

Aleixo Aspieta (em grego: Ἀλέξιος Ἀσπιέτης; fl. 1195–1205) foi um líder militar e governador bizantino que foi capturado pelos búlgaros e liderou uma rebelião anti-búlgara em Filipópolis em 1205, sendo aclamado imperador pelos cidadãos.

## Biografia
Um membro da família Aspieta, de origem nobre armênia, Aleixo Aspieta foi provavelmente um parente do general Miguel Aspieta e Constantino Aspieta, que estiveram ativos no final do século XII. Aleixo Aspieta aparece pela primeira vez em 1195, quando foi governador da cidade de Serres, e foi ordenado pelo imperador Aleixo III Ângelo (r. 1195–1203) para marchar contra a rebelião búlgaro-valaca dos irmãos Pedro e João Asen. No evento, no verão ou outono do mesmo ano, Aspieta e seu exército foram derrotados pelos rebeldes, que tomaram muitos prisioneiros, incluindo Aspieta.
Aspieta desaparece do registro da década seguinte, mas aparentemente foi libertado do cativeiro uma vez que em 1205 é mencionado como estando em Filipópolis. No rescaldo da vitória esmagadora do tsar búlgaro Joanitzes (r. 1197–1207) sobre as forças do Império Latino na batalha de Adrianópolis em 14 de abril, a maioria dos gregos bizantinos de Filipópolis se levantaram em oposição perante a iminente conquista da cidade deles, e proclamaram Aspieta como imperador. Joanitzes imediatamente virou seu exército para a cidade, e após uma breve resistência, os habitantes foram forçados a render-se em termos em junho. Joanitzes, contudo, enfurecido com o conluio dos gregos com os latinos, não manteve sua palavra e executou os líderes da cidade, incluindo Aspieta que, de acordo com Nicetas Coniates, foi primeiro deixado de cabeça para baixo antes de ser esquartejado e jogado em um barranco para ser comido por abutres.